# ولایت ایواسه

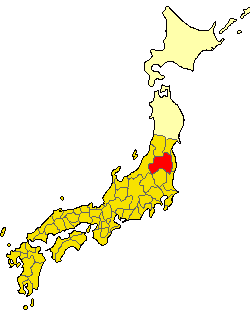
نقشه ژاپن در (سال ۷۱۸). این ولایت با رنگ تیره مشخص شده است.

ولایت ایواسه (به ژاپنی: 石背国 Iwase no Kuni) یکی از ولایت‌ها در تقسیم‌بندی کشوری قدیم ژاپن بود.